# 赫約圖·赫爾曼松
赫約圖·赫爾曼松（Hjörtur Hermannsson，1995年2月8日—）是冰島的一位職業足球選手，在場上的位置是中後衛。現效力於意乙球隊比薩。他也是冰島國家足球隊的成員，並且入選了冰島2016年歐洲國家盃參賽名單。